# Tenis stołowy na Igrzyskach Wspólnoty Narodów 2018
Turnieje tenisa stołowego na Igrzyskach Wspólnoty Narodów 2018 odbywały się w dniach 5–15 kwietnia 2018 roku. Stu sześćdziesięciu zawodników obojga płci rywalizowało w dziewięciu konkurencjach indywidualnych i zespołowych, w tym w dwu przeznaczonych dla sportowców niepełnosprawnych.

## Podsumowanie

### Klasyfikacja medalowa
| Klasyfikacja medalowa | Klasyfikacja medalowa | Klasyfikacja medalowa | Klasyfikacja medalowa | Klasyfikacja medalowa | Klasyfikacja medalowa |
| Miejsce               | państwo               | Złoto                 | Srebro                | Brąz                  | Razem                 |
| --------------------- | --------------------- | --------------------- | --------------------- | --------------------- | --------------------- |
| 1                     | Indie                 | 3                     | 2                     | 3                     | 8                     |
| 2                     | Singapur              | 3                     | 2                     | 1                     | 6                     |
| 3                     | Anglia                | 2                     | 2                     | 2                     | 6                     |
| 4                     | Australia             | 1                     | 0                     | 1                     | 2                     |
| 5                     | Nigeria               | 0                     | 3                     | 0                     | 3                     |
| 6                     | Malezja               | 0                     | 0                     | 1                     | 1                     |
| =                     | Walia                 | 0                     | 0                     | 1                     | 1                     |
| Razem                 | Razem                 | 9                     | 9                     | 9                     | 27                    |

### Medaliści
| Konkurencja           | 1. miejsce                                                                                       | 2. miejsce                                                                            | 3. miejsce                                                            |
| --------------------- | ------------------------------------------------------------------------------------------------ | ------------------------------------------------------------------------------------- | --------------------------------------------------------------------- |
| Mikst                 | Singapur · Gao Ning · Yu Mengyu                                                                  | Anglia · Liam Pitchford · Tin-Tin Ho                                                  | Indie · Sathiyan Gnanasekaran · Manika Batra                          |
| Mężczyźni             |                                                                                                  |                                                                                       |                                                                       |
| Gra pojedyncza        | Gao Ning                                                                                         | Quadri Aruna                                                                          | Sharath Achanta                                                       |
| Gra podwójna          | Anglia · Paul Drinkhall · Liam Pitchford                                                         | Indie · Sharath Achanta · Sathiyan Gnanasekaran                                       | Indie · Harmeet Desai · Sanil Shankar Shetty                          |
| Drużynowo             | Indie · Sharath Achanta · Anthony Amalraj · Harmeet Desai · Sanil Shetty · Sathiyan Gnanasekaran | Nigeria · Bode Abiodun · Quadri Aruna · Azeez Jamiu · Olajide Omotayo · Segun Toriola | Anglia · Paul Drinkhall · David McBeath · Liam Pitchford · Sam Walker |
| Gra pojedyncza TT6-10 | Ross Wilson                                                                                      | Kim Daybell                                                                           | Joshua Stacey                                                         |
| Kobiety               |                                                                                                  |                                                                                       |                                                                       |
| Gra pojedyncza        | Manika Batra                                                                                     | Yu Mengyu                                                                             | Feng Tianwei                                                          |
| Gra podwójna          | Singapur · Feng Tianwei · Yu Mengyu                                                              | Indie · Manika Batra · Mouma Das                                                      | Malezja · Ho Ying · Karen Lyne                                        |
| Drużynowo             | Indie · Manika Batra · Mouma Das · Sutirtha Mukherjee · Madhurika Patkar · Pooja Sahasrabudhe    | Singapur · Feng Tianwei · Lin Ye · Yu Mengyu · Zhang Wanling · Zhou Yihan             | Anglia · Tin-Tin Ho · Denise Payet · Kelly Sibley · Maria Tsaptsinos  |
| Gra pojedyncza TT6-10 | Melissa Tapper                                                                                   | Faith Obazuaye                                                                        | Andrea McDonnell                                                      |